# Foreste del Siele e del Pigelleto di Piancastagnaio
Foreste del Siele e del Pigelleto di Piancastagnaio este o arie protejată (arie specială de conservare — SAC, sit de importanță comunitară — SCI) din Italia întinsă pe o suprafață de 1.313 ha, integral pe uscat.

## Localizare
Centrul sitului Foreste del Siele e del Pigelleto di Piancastagnaio este situat la coordonatele 42°48′01″N 11°39′32″E / 42.800278°N 11.658889°E.

## Înființare
Situl Foreste del Siele e del Pigelleto di Piancastagnaio a fost declarat sit de importanță comunitară în iunie 1995 pentru a proteja 11 specii de animale. Situl a fost protejat și ca arie specială de conservare în mai 2016.

## Biodiversitate
Situată în ecoregiunea mediteraneană, aria protejată conține 10 habitate naturale: Păduri de fag din Apenini cu Abies alba și păduri de fag cu Abies nebrodensis, Pajiști carstice calcaroase sau bazofile, de Alysso-Sedion albi, Păduri panonice-balcanice de stejar turcesc - stejar sesil, Galerii de Salix alba și de Populus alba, Păduri ilirice de stejar și carpen (Erythronio-Carpinion), Fânețe de joasă altitudine (Alopecurus pratensis, Sanguisorba officinalis), Păduri de Castanea sativa, Păduri pe pante, grohotișuri și ravene de Tilio-Acerion, Pajiști uscate seminaturale și facies de acoperire cu tufișuri pe substraturi calcaroase (Festuco-Brometalia) (* situri importante pentru orhidee), Păduri de fag din Apenini cu Taxus și Ilex.
La baza desemnării sitului se află mai multe specii protejate:
- păsări (3): vânturel roșu (Falco tinnunculus), sfrâncioc roșiatic (Lanius collurio), ciocârlie de pădure (Lullula arborea)
- amfibieni (2): Salamandrina terdigitata, Triturus carnifex
- mamifere (5): liliac cârn (Barbastella barbastellus), liliac cărămiziu (Myotis emarginatus), liliac comun (Myotis myotis), liliacul mare cu potcoavă (Rhinolophus ferrumequinum), liliacul mic cu potcoavă (Rhinolophus hipposideros)
- reptile (1): șarpele cu patru dungi (Elaphe quatuorlineata)

Pe lângă speciile protejate, pe teritoriul sitului au mai fost identificate 23 de specii de plante, 3 specii de amfibieni, 3 specii de mamifere, 1 specie de nevertebrate, 1 specie de reptile.